# Fuerte de San Pedro

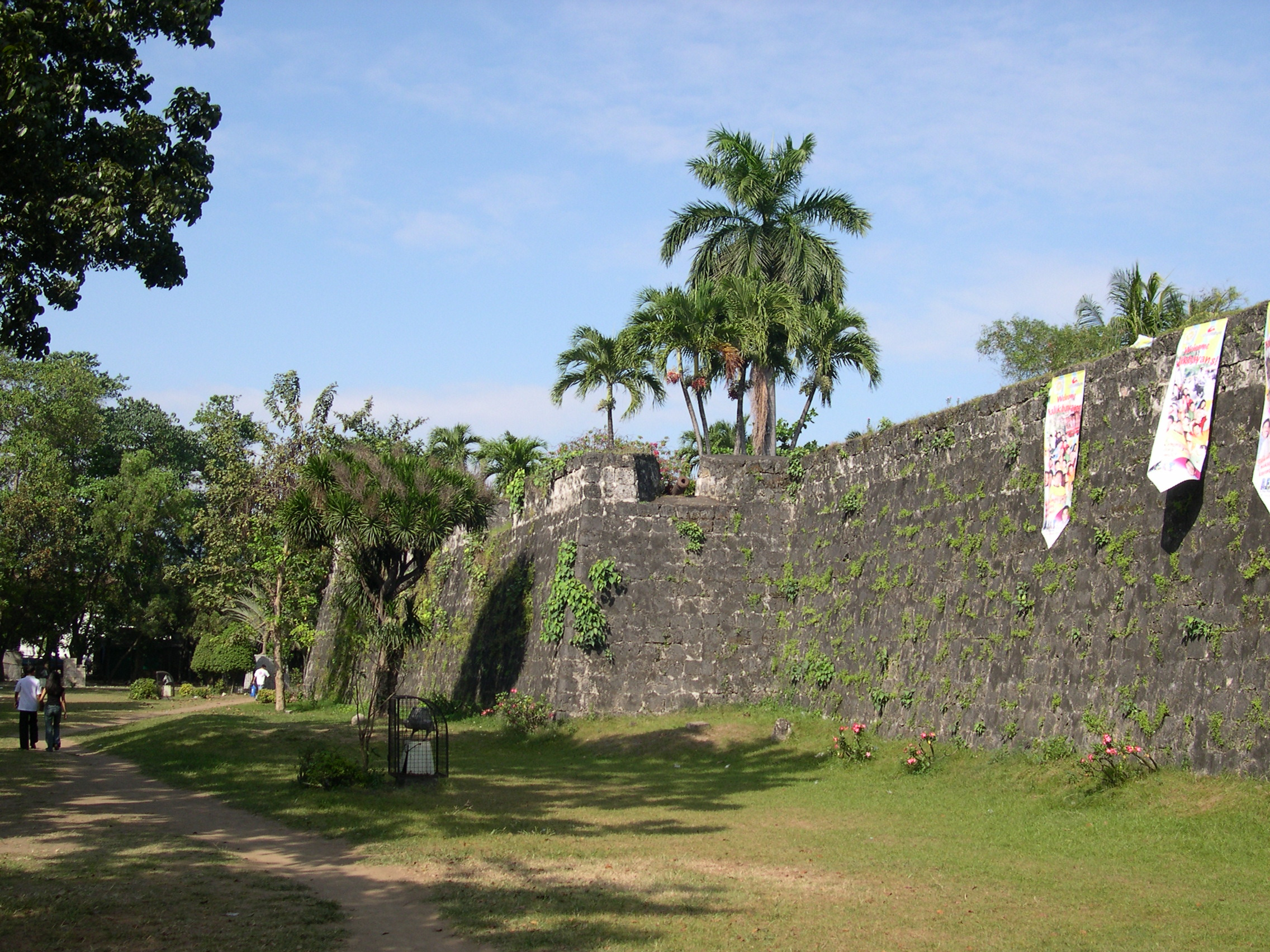
Fuerte de San Pedro

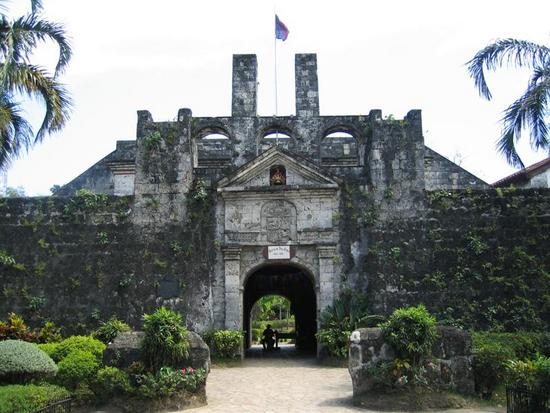
Fuerte de San Pedro, Eingang

Fuerte de San Pedro ist eine alte militärische Festung auf den Philippinen, beim Pierareal von Cebu City am Plaza de Independencia National Park. Sie ist sehr gut erhalten und gehört zu den ältesten Kolonialbauten auf den Philippinen. Mit 22.025 Quadratmetern gehört sie zu den kleineren ehemaligen spanischen Festungen auf dem Archipel. 
Die Festung wurde im Jahr 1565 von spanischen Soldaten errichtet. Diese sollte zum Schutz vor gewalttätigen Übergriffen durch einheimische und muslimische Piraten dienen. Der Bau erfolgte auf Befehl des damaligen Konquistadors Miguel López de Legazpi und der spanischen Regierung auf Cebu. Sie bestand ursprünglich aus einem Erdwall, wurde später aber aus Stein gebaut. Die Mauern sind ca. 2,5 Meter dick, 6 Meter hoch und die Türme am Eingangstor haben eine Höhe von ungefähr 9 Metern.
Heute ist die Festung ein Museum, das zahlreiche gut erhaltene Artefakte aus der spanischen Kolonialzeit enthält, unter anderem spanischsprachige Dokumente, Münzen, Malereien, Skulpturen, Kanonen, eine Kapelle, ein Verlies, Wohnräume, Schlafräume, Schulräume und einen Garten. Die große Statue von Legazpi und Antonio Pigafetta wurde außerhalb der Festung errichtet.